# 上境 (横手市)
上境（かみざかい）は、秋田県横手市の大字。郵便番号は013-0821。人口は679人、世帯数は178世帯（2020年10月1日現在）。住居表示は全域で未実施。旧平鹿郡境町村大字上境、旧平鹿郡上境村に相当する。

## 地理
横手市の北部、横手地域の北端に位置しており、東で睦成、西で下境、南で上八丁・杉目・静町、北で安本・仙北郡美郷町金沢西根と隣接する。北端では横手川が北西に流れる。北西から南西にかけては県道71号大曲横手線が通っており、その沿線には住宅が集中している。沿線には明田・館・大上境の集落があり、南西端には大倉小屋集落が位置する。県道71号は館地区で県道267号金沢吉田柳田線と交差し、同線は西方へ向かって延びている。
全域が都市計画区域に含まれるが、区域区分非設定区域となっている。都市計画法上の用途地域には指定されていない。

### 地名の由来
菅江真澄の『雪の出羽路 平鹿郡』によれば、「上境」という地名は、下境に対応するものであり、「境」は境界を意味するとされる。これは、平鹿郡と仙北郡との境界に位置していたことに由来する。

### 小字
2024年（令和6年）10月5日時点での「横手市（秋田地方法務局大曲支局）登記所備付地図データ」、デジタル庁公表の「アドレス・ベース・レジストリ」の「秋田県 横手市 町字マスター（フルセット） データセット」、横手市公表のオープンデータによれば、上境の小字は以下の通りである。
| 町・字 | 町・字       | 出典 | 出典         | 出典       |
| 大字   | 小字         | 登記 | 町字マスター | 行政区一覧 |
| ------ | ------------ | ---- | ------------ | ---------- |
| 上境   | 字石田       | ○    | ○            | ○          |
| 上境   | 字栄川原     | ○    | ○            | ×          |
| 上境   | 字栄川原西   | ○    | ○            | ×          |
| 上境   | 字下悪戸     | ○    | ○            | ○          |
| 上境   | 字下間明田   | ○    | ○            | ○          |
| 上境   | 字外阿摩部   | ○    | ○            | ○          |
| 上境   | 字館         | ○    | ○            | ○          |
| 上境   | 字空原       | ○    | ○            | ○          |
| 上境   | 字耳取       | ○    | ○            | ○          |
| 上境   | 字上悪戸     | ○    | ○            | ○          |
| 上境   | 字上間明田   | ○    | ○            | ○          |
| 上境   | 字上川原     | ○    | ○            | ○          |
| 上境   | 字菅生       | ○    | ○            | ×          |
| 上境   | 字川原田     | ○    | ○            | ○          |
| 上境   | 字大上境     | ○    | ○            | ○          |
| 上境   | 字谷地中     | ○    | ○            | ○          |
| 上境   | 字中悪戸     | ○    | ○            | ○          |
| 上境   | 字中小屋     | ○    | ○            | ○          |
| 上境   | 字登津羅町   | ○    | ○            | ○          |
| 上境   | 字内阿摩部   | ○    | ○            | ○          |
| 上境   | 字南大倉小屋 | ○    | ○            | ○          |
| 上境   | 字白幡       | ○    | ○            | ○          |
| 上境   | 字番匠田     | ○    | ○            | ○          |
| 上境   | 字北大倉小屋 | ○    | ○            | ○          |
| 上境   | 字毛曽       | ○    | ○            | ○          |

## 歴史
正保4年（1647年）の『出羽国知行高目録 下』では、境村として上境村と下境村が総称されている。享保年間までの村高を記録した郷帳をもとに町名を調べた『平鹿郡御黒印吟味覚書』においても、当初は境村として記載されており、その後、上境村から下境村が分離したように記載されている。享保15年（1730年）の『六郡郡邑記』によれば、上境村は14の支郷の総称で、甘辺村（家数3軒）、間明田村（同10軒）、間ヶ沼村（同2軒）、大蔵小屋（同5軒）、菅生村（同2軒）、杉目境村（同1軒）、上村（同10軒）、河原田村（同3軒）、館村（同21軒）、大田ノ上村（同5軒）がある。菅江真澄の『雪の出羽路 平鹿郡』では、大田ノ上村は太田、菅生村は菅生田としてそれぞれ廃村となり、田地の字名になっている。
北部の上境字館には、真壁館と称される中世の城館跡がある。室町時代に築城され、小野寺氏の家臣真壁対馬の居城と伝えられる。本丸と二の丸からなり、本丸は東側の両隅に、二の丸は北側の両隅に櫓を置いた。両丸は外堀と繋がる堀で分けられ、二の丸の南の桐木屋敷・大学屋敷の屋敷との境も堀となっており、南端に大手門を開いていたとされる。遺構としては、二の丸と伝えられる削平地（現在の八幡神社境内）と、その西側および北側の水田や用水路に残る水郷跡を確認できる程度である。

### 沿革
- 1874年（明治7年）8月20日 - 境町小学校の前身の1校となる「上境学校」が開校[17]。
- 1889年（明治22年）4月 - 町村制施行に伴い、上境村・下境村・上八丁村・下八丁村が合併し、境町村となる[18]。上境村は境町村大字上境となる[19]。村役場が上境字谷地中66番地[20]に置かれる[21]。
- 1912年（明治45年）6月27日 - 境町尋常小学校の校舎が、上境字谷地中17番地へ新築移転[17]。
- 1951年（昭和26年）11月1日 - 境町簡易郵便局が、開局[22]。簡易郵便局としては、秋田県内で初めての開局となった[22]。
- 1952年（昭和27年）4月1日 - 相愛保育園が、上境字館74番地に開園[23]。
- 1955年（昭和30年）4月1日 - 境町村と黒川村が横手市に編入[24][25]。横手市上境となる[26][13]。
- 1970年（昭和45年）11月11日 - 境町公民館が、上境字谷地中17番地に開館[20]。市役所境町支所は解体され、公民館に併置される[20]。
- 1975年（昭和51年）5月 - 横手市内で初めての老人ホームである映月荘が、上境字館133番地5に開設[27]。
- 2008年（平成20年）3月7日 - 相愛保育園が、横手町へ移転[28]。
- 2016年（平成28年）3月31日 - 境町小学校が閉校。
- 2023年（令和5年）4月1日 - 養護老人ホーム映月荘が、上境字大上境158-1に移転[29]。

## 世帯数と人口
2020年（令和2年）10月1日現在の世帯数と人口は以下の通りである。
| 大字 | 小字         | 世帯数  | 人口  |
| ---- | ------------ | ------- | ----- |
| 上境 | 字中小屋     | 6世帯   | 17人  |
| 上境 | 字上間明田   | 32世帯  | 101人 |
| 上境 | 字番匠田     | 32世帯  | 102人 |
| 上境 | 字上悪戸     | 37世帯  | 124人 |
| 上境 | 字館         | 1世帯   | 48人  |
| 上境 | 字毛曽       | 37世帯  | 106人 |
| 上境 | 字谷地中     | 9世帯   | 36人  |
| 上境 | 字南大倉小屋 | 19世帯  | 58人  |
| 上境 | 字谷地中     | 4世帯   | 27人  |
| 上境 | 字谷地中     | 4世帯   | 15人  |
| 合計 | 合計         | 178世帯 | 679人 |

### 人口・世帯数の推移
以下は国勢調査による1995年（平成7年）以降の人口の推移。
| 年                 | 人口 |
| ------------------ | ---- |
| 1995年（平成7年）  | 809  |
| 2000年（平成12年） | 762  |
| 2005年（平成17年） | 804  |
| 2010年（平成22年） | 728  |
| 2015年（平成27年） | 714  |
| 2020年（令和2年）  | 679  |

以下は国勢調査による1995年（平成7年）以降の世帯数の推移。
| 年                 | 世帯数 |
| ------------------ | ------ |
| 1995年（平成7年）  | 176    |
| 2000年（平成12年） | 174    |
| 2005年（平成17年） | 181    |
| 2010年（平成22年） | 176    |
| 2015年（平成27年） | 177    |
| 2020年（令和2年）  | 178    |

## 小・中学校の学区
市立小・中学校に通う場合、学区（校区）は以下の通りとなる。
| 小字 | 小学校               | 中学校               |
| ---- | -------------------- | -------------------- |
| 全域 | 横手市立横手北小学校 | 横手市立横手北中学校 |

## 交通

### 鉄道
町内に駅はない。最寄り駅は■奥羽本線の後三年駅。

### バス
町内にバス路線及びバス停はない。
2023年9月30日までは羽後交通の角間川線が通っていた。

### 道路
- 秋田県道71号大曲横手線
- 秋田県道267号金沢吉田柳田線

## 施設
- 八幡神社（字館）[38]
祭神：誉田別大神・天照皇大神・稲倉魂神・宮比売命・木花咲耶姫命、祭日：8月15日[38]
開創年代は不詳。1909年（明治42年）に上境の村社神明社、白旗神社、川原神社等を合祀[38]。
- 専光寺（字館74番地）[39]
山号：中栄山、宗派：浄土真宗本願寺派、本尊：阿弥陀如来
- ふるさと館・境町地区交流センター（上境字谷地中144番地1）[40]
  - 境町簡易郵便局[41]
- 養護老人ホーム 映月荘（字大上境158番地1）[29]
- 特別養護老人ホーム ビハーラ横手（字谷地中139番地）[42]